# Troye Sivan
Troye Sivan Mellet (/trɔɪ sɪˈvɑːn/ TROY sih-VAHN; sinh ngày 5 tháng 6 năm 1995), là một ca sĩ, nhạc sĩ, diễn viên và YouTuber người Úc gốc Nam Phi. Sivan từng đóng vai James Howlett thuở nhỏ trong bộ phim Người Sói (2009) của loạt phim Dị nhân. Gần đây nhất, anh đóng vai chính trong một loạt phim gồm 3 tập có tên Spud. Sivan cũng thường xuyên làm các video trên YouTube; tính đến tháng 8 năm 2023 anh đã có 7.95 triệu lượt đăng ký theo dõi, các video của anh đã có trên 250 triệu lượt xem.
Tháng 8 năm 2014, Sivan phát hành EP chính thức đầu tiên với tên gọi TRXYE, đạt đến vị trí số 5 trên bảng xếp hạng Billboard 200 của Mỹ và đứng đầu bảng xếp hạng iTunes tại hơn 55 quốc gia. Đĩa đơn đầu tay "Happy Little Pill" đạt đến vị trí số 10 trên bảng xếp hạng Úc. Tháng 9 năm 2015, Sivan phát hành EP thứ hai, Wild. Album phòng thu đầu tiên Blue Neighbourhood ra mắt không lâu sau đó vào tháng 12.
Tháng 10 năm 2014, Sivan lọt vào danh sách "25 thiếu niên có ảnh hưởng nhất năm 2014" của tạp chí Time.
Sivan công khai là người đồng tính qua một video anh đăng tháng 8 năm 2013 trên kênh YouTube của mình.

## Phim ảnh

### Phim điện ảnh
| Năm  | Tiêu đề                       | Vai                 | Chú thích |
| ---- | ----------------------------- | ------------------- | --------- |
| 2009 | X-Men Origins: Wolverine      | Young James Howlett |           |
| 2010 | Betrand the Terrible          | Ace                 | Phim ngắn |
| 2010 | Spud                          | John "Spud" Milton  |           |
| 2013 | Spud 2: The Madness Continues | John "Spud" Milton  |           |
| 2014 | Spud 3: Learning to Fly       | John "Spud" Milton  |           |

### Phim truyền hình
| Năm     | Tiêu đề                                | Chú thích                                      |
| ------- | -------------------------------------- | ---------------------------------------------- |
| 2006–08 | Perth Telethon                         | Opening act                                    |
| 2007    | Star Search                            | Finalist                                       |
| 2015    | The Tonight Show Starring Jimmy Fallon | Khách mời âm nhạc                              |
| 2016    | The Ellen DeGeneres Show               | Khách mời âm nhạc vào nhân dịp sinh nhật Ellen |
| 2016    | The Late Late Show with James Corden   | Khách mời âm nhạc + phỏng vấn                  |
| 2016    | The Tonight Show Starring Jimmy Fallon | Khách mời âm nhạc                              |

### Nhà hát
| Năm  | Tiêu đề           | Vai          | Chú thích             |
| ---- | ----------------- | ------------ | --------------------- |
| 2007 | Oliver!           | Oliver Twist | Regal Theatre         |
| 2010 | Waiting for Godot | Boy          | His Majesty's Theatre |

## Đĩa nhạc

### Album

#### Album phòng thu
| Tiêu đề            | Thông tin phát hành                                                                              | Peak chart positions | Peak chart positions | Peak chart positions | Peak chart positions | Peak chart positions | Peak chart positions | Peak chart positions | Peak chart positions | Peak chart positions | Peak chart positions | Chứng nhận                                 |
| Tiêu đề            | Thông tin phát hành                                                                              | AUS                  | CAN                  | DEN                  | GER                  | IRE                  | NLD                  | NZ                   | SWE                  | UK                   | US                   | Chứng nhận                                 |
| ------------------ | ------------------------------------------------------------------------------------------------ | -------------------- | -------------------- | -------------------- | -------------------- | -------------------- | -------------------- | -------------------- | -------------------- | -------------------- | -------------------- | ------------------------------------------ |
| Blue Neighbourhood | - Ngày phát hành: ngày 4 tháng 12 năm 2015 - Nhãn: EMI, Capitol - Dạng: CD, LP, digital download | 6                    | 11                   | 19                   | 73                   | 30                   | 25                   | 3                    | 10                   | 43                   | 7                    | - ARIA: Gold - IFPI DEN: Gold - RIAA: Gold |

#### Album phát hành lại
| Tiêu đề                               | Thông tin album                                                        |
| ------------------------------------- | ---------------------------------------------------------------------- |
| Blue Neighbourhood (Suburbia Edition) | - Phát hành: ngày 18 tháng 11 năm 2016 - Nhãn: EMI, Capitol - Dạng: CD |

#### Album phối lại
| Tiêu đề                          | Thông tin album                                                                     |
| -------------------------------- | ----------------------------------------------------------------------------------- |
| Blue Neighbourhood (The Remixes) | - Phát hành:ngày 18 tháng 11 năm 2016 - Nhãn: EMI, Capitol - Dạng: digital downalod |

### Đĩa mở rộng
| Dare to Dream                                                                   | - Phát hành: Tháng 6 năm 2007 - Nhã: Independent - Dạng: CD, Digital download     | — | — | — | —   | —  | — | — | —  | — | — | —                |
| June Haverly                                                                    | - Phát hành:ngày 22 tháng 6 năm 2012 - Nhãn: Independent - Dạng: Digital download | — | — | — | —   | —  | — | — | —  | — | — | —                |
| TRXYE                                                                           | - Phát hành:ngày 15 tháng 8 năm 2014 - Nhãn: EMI - Dạng: CD, digital download     | — | 2 | — | 177 | —  | — | 2 | —  | — | 5 | - Hoa Kỳ: 73.000 |
| Wild                                                                            | - Phát hành:ngày 4 tháng 9 năm 2015 - Nhãn: EMI - Dạng: CD, digital download      | 1 | 6 | 7 | 96  | 37 | 5 | 3 | 11 | 5 | 5 | - Hoa Kỳ: 60.000 |
| "—" denotes releases that did not chart or were not released in that territory. |                                                                                   |   |   |   |     |    |   |   |    |   |   |                  |

### Đĩa đơn

#### Là nghệ sĩ chính
| Bài hát                                                                         | Năm  | Vị trí xếp hạng | Vị trí xếp hạng | Vị trí xếp hạng | Vị trí xếp hạng | Vị trí xếp hạng | Vị trí xếp hạng | Vị trí xếp hạng | Vị trí xếp hạng | Vị trí xếp hạng | Vị trí xếp hạng | Chứng nhận                                                                          | Album              |
| Bài hát                                                                         | Năm  | AUS             | CAN             | DEN             | GER             | IRE             | NLD             | NZ              | SWE             | UK              | US              | Chứng nhận                                                                          | Album              |
| ------------------------------------------------------------------------------- | ---- | --------------- | --------------- | --------------- | --------------- | --------------- | --------------- | --------------- | --------------- | --------------- | --------------- | ----------------------------------------------------------------------------------- | ------------------ |
| "Happy Little Pill"                                                             | 2014 | 10              | 50              | 11              | 87              | 11              | 85              | 2               | —               | 86              | 92              | - ARIA: Vàng                                                                        | TRXYE              |
| "Wild" (solo or featuring Alessia Cara)                                         | 2015 | 16              | 72              | —               | —               | 62              | —               | 29              | —               | 62              | —               | - ARIA: Bạch kim - RIAA: Vàng                                                       | Wild               |
| "Youth"                                                                         | 2015 | 17              | 47              | —               | 22              | 62              | 78              | 23              | 74              | 96              | 23              | - ARIA: Bạch kim - GLF: Bạch kim - IFPI DEN: Vàng - RIAA: Bạch kim - RMNZ: Bạch kim | Blue Neighbourhood |
| "Talk Me Down"                                                                  | 2016 | 36              | —               | —               | —               | —               | —               | —               | —               | 118             | —               |                                                                                     | Blue Neighbourhood |
| "Heaven" (featuring Betty Who)                                                  | 2017 | —               | —               | —               | —               | —               | —               | —               | —               | —               | —               |                                                                                     | Blue Neighbourhood |
| "—" denotes releases that did not chart or were not released in that territory. |      |                 |                 |                 |                 |                 |                 |                 |                 |                 |                 |                                                                                     |                    |

#### Là nghệ sĩ khách mời
| Bài hát                                        | Năm  | Vị trí xếp hạng | Vị trí xếp hạng | Vị trí xếp hạng  | Album       |
| Bài hát                                        | Năm  | AUS             | US Pop Digital  | US Dance Electro | Album       |
| ---------------------------------------------- | ---- | --------------- | --------------- | ---------------- | ----------- |
| "Papercut" (Zedd featuring Troye Sivan)        | 2015 | 93              | —               | 31               | True Colors |
| "Hands" (with various artists)                 | 2016 | —               | 30              | —                | —           |
| "There For You" (Martin Garrix ft Troye Sivan) | 2017 |                 |                 |                  |             |

#### Đĩa đơn quảng cáo
| Bài hát                  | Năm  | Album             |
| ------------------------ | ---- | ----------------- |
| "Crazy Love"             | 2011 | non-album singles |
| "The One That Got Away"  | 2011 | non-album singles |
| "Love Is a Losing Game"  | 2011 | non-album singles |
| "Pumped Up Kicks"        | 2011 | non-album singles |
| "Someone Like You"       | 2012 | non-album singles |
| "Sea Of Love"            | 2012 | non-album singles |
| "The 2012 Song"          | 2012 | non-album singles |
| "We're My OTP"           | 2012 | non-album singles |
| "The Fault in Our Stars" | 2013 | TRXYE             |

### Các bài hát khác được xếp hạng
| Bài hát | Năm  | Peak Vị trí xếp hạng | Album |
| Bài hát | Năm  | AUS                  | Album |
| ------- | ---- | -------------------- | ----- |
| "Fools" | 2015 | 85                   | Wild  |

## Ghi hình

### Album ghi hình
| Năm  | Tiêu đề | Thông tin sản xuất                                 | Chú thích                          |
| ---- | ------- | -------------------------------------------------- | ---------------------------------- |
| 2016 | Wild    | - Phát hành: 2016 - Nhãn: Capitol, EMI - Dạng: VHS | - Phát hành với số lượng giới hạn. |

## Tour
- Troye Sivan Live (2015)
- Blue Neighbourhood Tour (2016)
- Suburbia Tour (2016)
- Bloom Tour (2018)

## Giải thưởng và đề cử
| Năm  | Đề cử                                 | Giải thưởng                                                                       | Kết quả      | Tham khảo |
| ---- | ------------------------------------- | --------------------------------------------------------------------------------- | ------------ | --------- |
| 2011 | Anh ấy                                | 2011 South African Film and Television Awards - Best Lead Actor in a Feature Film | Đề cử        |           |
| 2014 | Anh ấy                                | 2014 Teen Choice Awards - Choice Web Star: Male                                   | Đề cử        | [ 53 ]    |
| 2014 | "The Boyfriend Tag" with Tyler Oakley | 2014 Teen Choice Awards - Choice Web Collaboration                                | Đoạt giải    | [ 53 ]    |
| 2014 | Anh ấy                                | 2014 NewNowNext Awards - Best New Social Media Influencer (Male)                  | Đoạt giải    | [ 54 ]    |
| 2015 | Anh ấy                                | APRA Music Awards of 2015 - Breakthrough Songwriter of the Year                   | Đề cử        | [ 55 ]    |
| 2015 | Anh ấy                                | 2015 YouTube Music Awards                                                         | Đoạt giải    | [ 56 ]    |
| 2015 | Anh ấy                                | 2015 Nickelodeon Kids' Choice Award - Favorite Aussie/Kiwi Internet Sensation     | Đoạt giải    | [ 57 ]    |
| 2015 | Anh ấy                                | 2015 MTV Europe Music Awards - Artist on the Rise                                 | Đoạt giải    | [ 58 ]    |
| 2016 | Himself                               | 26th GLAAD Media Awards - Outstanding Music Artist                                | Đoạt giải    | [ 59 ]    |
| 2016 | Himself                               | 2016 iHeartRadio Music Awards - Biggest Triple Threat                             | Đề cử        | [ 60 ]    |
| 2016 | Himself                               | 2016 iHeartRadio Music Awards - Best Cover Song                                   | Đề cử        |           |
| 2016 | Youth                                 | 2016 Teen Choice Awards - Choice Music Single: Male                               | Đề cử        | [ 61 ]    |
| 2016 | Anh ấy                                | 2016 Teen Choice Awards - Choice Music: Breakout Artist                           | Đề cử        | [ 62 ]    |
| 2016 | Blue Neighbourhood Trilogy            | 2016 MTV Video Music Awards - Breakthrough Long Form Video                        | Đề cử        | [ 63 ]    |
| 2016 | Blue Neighbourhood                    | ARIA Music Awards of 2016 - Album of the Year                                     | Đề cử        | [ 64 ]    |
| 2016 | Blue Neighbourhood                    | ARIA Music Awards of 2016 - Best Male Artist                                      | Đề cử        | [ 65 ]    |
| 2016 | Blue Neighbourhood                    | ARIA Music Awards of 2016 - Best Pop Release                                      | Đề cử        | [ 66 ]    |
| 2016 | Youth                                 | ARIA Music Awards of 2016 - Song of the Year                                      | Đoạt giải    | [ 67 ]    |
| 2016 | YOUTH Acoustic (Sydney Session)       | ARIA Music Awards of 2016 - Best Video                                            | Đoạt giải    | [ 67 ]    |
| 2016 | Troye Sivan and Alex Hope             | ARIA Music Awards of 2016 - Producer of the Year                                  | Đề cử        | [ 68 ]    |
| 2016 | Troye Sivan and Alex Hope             | ARIA Music Awards of 2016 - Engineer of the Year                                  | Đề cử        | [ 69 ]    |
| 2016 | Himself                               | 2016 MTV Europe Music Awards - Best Australian Act                                | Đoạt giải    | [ 70 ]    |
| 2016 | Himself                               | 2016 MTV Europe Music Awards - Best Worldwide Act                                 | Đoạt giải    | [ 71 ]    |
| 2017 | Himself                               | 2017 Nickelodeon Kids' Choice Awards - Favourite #Famous                          | Đề cử        | [ 72 ]    |
| 2017 | Himself                               | British LGBT Awards 2017 - Best Music Artist                                      | Chưa công bố | [ 73 ]    |
| 2017 | Wild feat. Alessia Cara               | 2017 Radio Disney Music Awards - Best Crush Song                                  | Chưa công bố | [ 74 ]    |
| 2017 | Anh ấy                                | 2017 APRA Music Awards - Breakthrough Songwriter of the Year                      | Chưa công bố | [ 75 ]    |
| 2017 | Youth                                 | 2017 APRA Music Awards - Pop Work of the Year                                     | Chưa công bố | [ 75 ]    |